# Лотохово
Лотохо́во — деревня в Плюсском районе Псковской области России. Входит в состав Лядской волости.

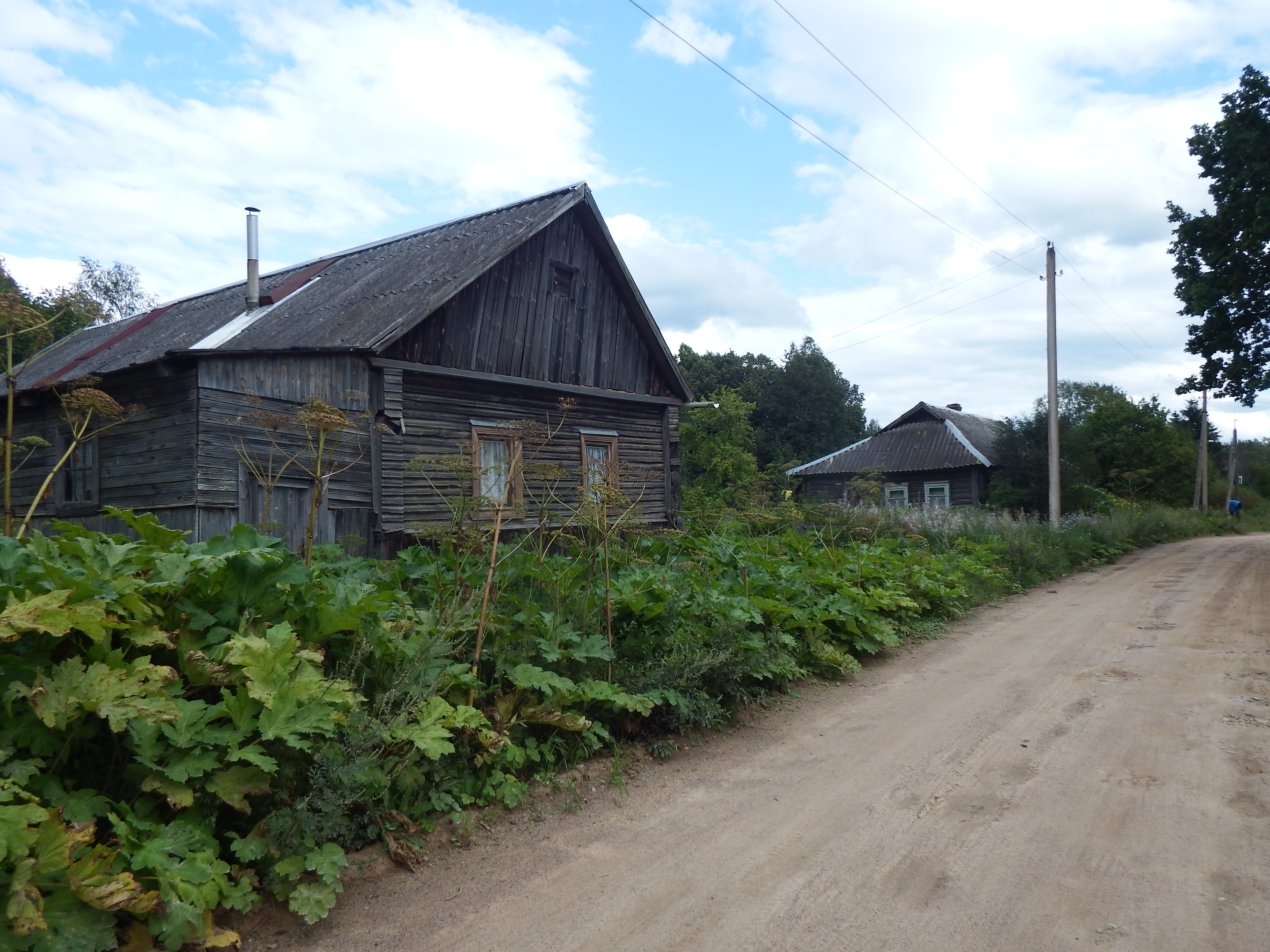
Лотохово, общий вид деревни

Расположена в 68 км к северо-западу от волостного центра Ляды, в 27 км к северо-западу от райцентра Плюсса и в 8 км к северо-западу от деревни Заянье. В 3 км к северу проходит граница со Сланцевским районом Ленинградской областью.

## Население
Численность населения деревни на 2000 год составляла 5 человек, по переписи 2002 года — 5 человек.

## История
До 1 января 2006 года деревня входила в состав ныне упразднённой Заянской волости.